# Zimmerius viridiflavus
A Zimmerius viridiflavus a madarak (Aves) osztályának a verébalakúak (Passeriformes) rendjébe és a királygébicsfélék (Tyrannidae) családjába tartozó faj.

## Rendszerezése
A fajt Johann Jakob von Tschudi svájci természettudós írta le 1844-ben, az Elaenia nembe Elaenia viridiflava  néven.

## Előfordulása
Peru területén honos. A természetes élőhelye szubtrópusi és trópusi hegyi esőerdők. Állandó, nem vonuló faj.

## Megjelenése
Testhossza 12 centiméter, testtömege 9-10 gramm.

## Életmódja
Rovarokkal táplálkozik.